# Severiniella cameroni
Severiniella cameroni är en insektsart som beskrevs av William Lucas Distant 1902. Severiniella cameroni ingår i släktet Severiniella och familjen Plataspidae. Inga underarter finns listade i Catalogue of Life.